# Tomokazu Hirama
Tomokazu Hirama (Miyagi, 30 juni 1977) is een voormalig Japans voetballer.

## Carrière
Tomokazu Hirama speelde tussen 1996 en 2007 voor Yokohama F. Marinos, Montedio Yamagata, Vegalta Sendai, Consadole Sapporo, Albirex Niigata, Horikoshi en Sony Sendai.